# Virage
Pour les articles homonymes, voir Virage (homonymie).
« Tournant » redirige ici. Pour l’article homophone, voir Tournan.

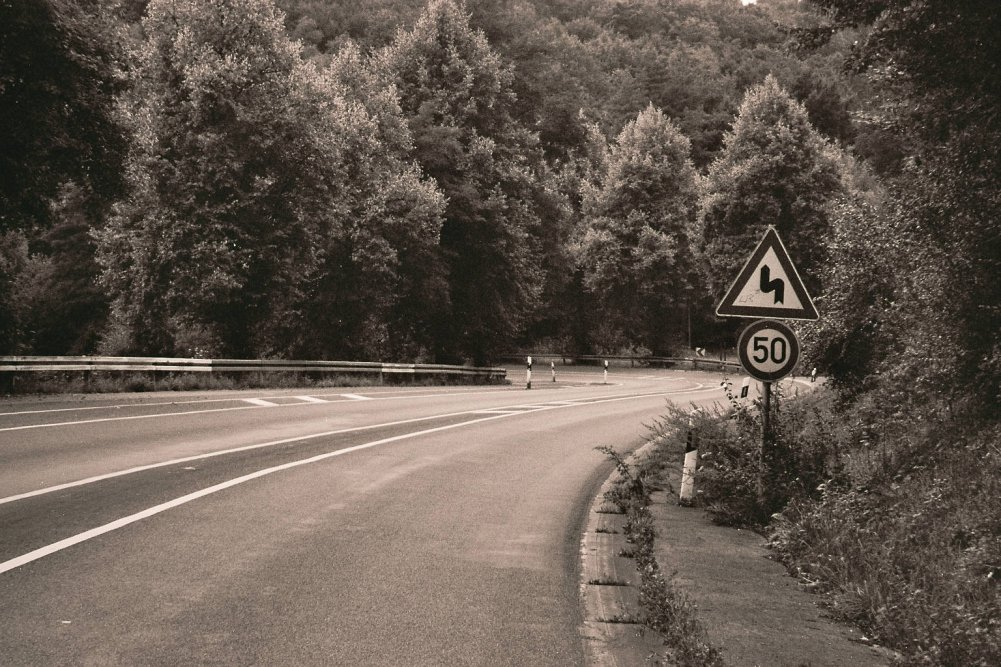
Une succession de virages dont le premier est à gauche.

Un virage est une courbe formée par une route, un sentier ou autre.

## Explication
Les virages sont généralement construits pour permettre de contourner des obstacles ou parce que le relief l'oblige, comme les routes en lacet en montagne. Mais ils peuvent également avoir été tracés volontairement pour réduire la vitesse du trafic ou pour permettre de changer d'itinéraire comme c'est le cas avec les bretelles d'accès et les échangeurs.
Sur un circuit automobile, les virages pimentent la course et assurent le spectacle.

## Les types de virages

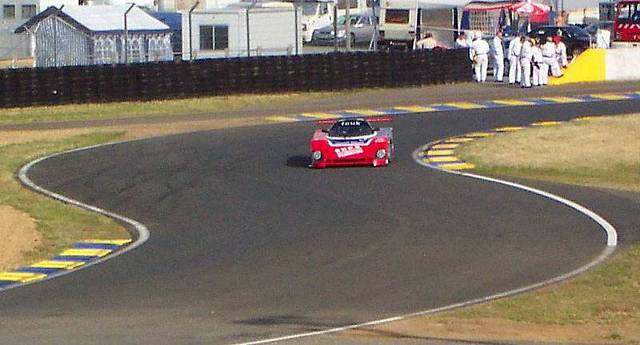
Une chicane sur le circuit des 24 Heures, au Mans.

Il existe différents types de virages dont voici les principaux :
- chicane : virage en « S », souvent artificiel et destiné à ralentir les véhicules ;
- virage en épingle : virage très serré, dit « épingle à cheveux », rencontré sur circuit ou en côte dans le cas de lacets ;
- lacets : succession de virages en épingle de sens opposés, souvent rencontrée en montagne ;
- demi-tour : virage d'un angle de 180°, pour passer sur la voie opposée.

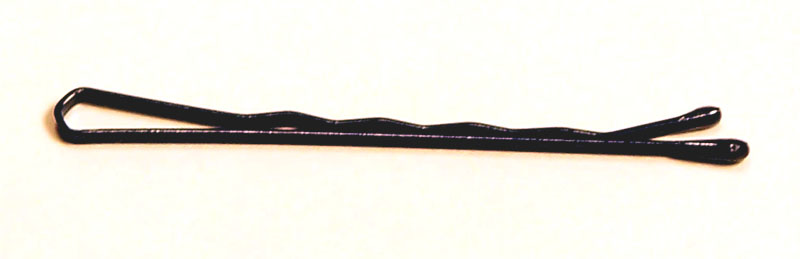
Une épingle à cheveux, d'où l'expression.

## En sport mécanique
En sport mécanique, on distingue trois points dans la trajectoire d'un virage : le point de braquage, le point de corde et le point de sortie.